# Демонстрационный экзамен
Демонстрационный экзамен — новая форма проверки знаний обучающихся, разработанная Агентством Ворлдскиллс Россия. Демоэкзамен проводится с целью определения у студентов и выпускников уровня знаний, навыков и умений, позволяющих вести профессиональную деятельность в определённой сфере и выполнять работу по конкретным специальностям в соответствии с мировыми стандартами Ворлдскиллс, российскими образовательными нормами и правилами в рамках национального проекта «Образование».
С 2017 года демонстрационный экзамен является формой государственной итоговой и промежуточной аттестации обучающихся и выпускников по программам высшего и среднего образования, которая проводится согласно стандартам Ворлдскиллс Россия и предусматривает моделирование реальных производственных условий, независимую экспертную оценку выполнения заданий, определение уровня знаний, умений и навыков студентов в соответствии с международными требованиями.

## История
Демонстрационный экзамен - это формат проведения экзамена, сами экзамены в той или иной формы  были в учреждениях СПО всегда.
По итогам встречи Президента Российской Федерации с членами национальной сборной России по профессиональному мастерству 9 декабря 2016 г. правительству РФ при участии Союза «Агентство развития профессиональных сообществ рабочих кадров „Молодые профессионалы (Ворлдскиллс Россия)“», а также органам исполнительной власти субъектов РФ поручено обеспечить внедрение демонстрационного экзамена по стандартам Ворлдскиллс Россия в качестве государственной итоговой аттестации по образовательным программам среднего профессионального образования.
В 2017 году в 26 субъектах РФ в качестве эксперимента впервые государственная итоговая и промежуточная аттестации по программам среднего профессионального образования проводились в форме демонстрационного экзамена по стандартам Ворлдскиллс Россия.
По итогам эксперимента приказом Министерства образования и науки Российской Федерации от 17 ноября 2017 года № 1138 демонстрационный экзамен был утверждён в качестве процедуры государственной итоговой аттестации по образовательным программам среднего профессионального образования.
По состоянию на август 2021 года демонстрационный экзамен по стандартам Ворлдскиллс по программам среднего профессионального образования сдали более 320 тыс. студентов за 4 года.
В 2017 году в демонстрационном экзамене приняли участие 13 999 человек из 244 образовательных организаций 26 субъектов Российской Федерации, сдавшие демонстрационный экзамен по 73 компетенциям. 15 человек сдали демонстрационный экзамен по программам высшего образования.
В 2018 году в демонстрационном экзамене приняли участие 30 579 человек из 772 образовательных организаций 59 субъектов Российской Федерации, сдавшие демонстрационный экзамен по 84 компетенциям. 1 152 человека сдали демонстрационный экзамен по программам высшего образования.
В 2019 году в демонстрационном экзамене приняли участие 53 520 человек из 1315 образовательных организаций 82 субъектов Российской Федерации, сдавшие демонстрационный экзамен по 92 компетенциям. 851 человек сдал демонстрационный экзамен по программам высшего образования.
В 2020 году в демонстрационном экзамене приняли участие 66 712 человек (40 195 человек — промежуточная аттестация, 26 517 человек — государственная итоговая аттестация) из 1500 образовательных организаций всех 85 субъектов Российской Федерации, сдавшие демонстрационный экзамен по 116 компетенциям. 347 человек сдали демонстрационный экзамен по программам высшего образования.
С 2019 года демонстрационный экзамен проводится в рамках итоговой аттестации по программам повышения квалификации преподавателей и мастеров производственного обучения, основанным на опыте Союза Ворлдскиллс Россия, который за 3 года прошли 11 826 человек (2019 год — 5 300 человек, 2020 год — 5000 человек, 2021 год — 1670 человек).
Также с 2019 года демонстрационный экзамен проводится для юниоров в рамках дополнительного образования детей и взрослых, который за 4 года прошли 4611 человек (2018 год — 138 человек, 2019 год — 2180 человек, 2020 год — 1560 человека, 2021 год — 733 человека).
В период 2019—2020 гг. демонстрационный экзамен проводился для граждан, проходивших обучение в рамках Специальной программы профессионального обучения и дополнительного профессионального образования для лиц в возрасте 50 лет и старше, а также лиц предпенсионного возраста в рамках федерального проекта «Старшее поколение» национального проекта «Демография», который за 2 года прошли 50 080 человек (2019 год — 25 080 человек, 2020 год — 25 000 человек).
С 2020 года по итогам профессиональной подготовки по основным программам профессионального обучения и дополнительным профессиональным программ на базе образовательных организаций, осуществляющих подготовку по стандартам Ворлдскиллс, для граждан Республики Узбекистан, проживающих на территории Российской Федерации, демонстрационный экзамен прошли 329 человек (2020 год — 232 человека, 2021 год — 97 человек).
В 2020 году сдали демонстрационный экзамен 110 000 человек, прошедших обучение по программе организации профессионального обучения и дополнительного профессионального обучения лиц, пострадавших от последствий распространения коронавирусной инфекции.
С 2021 года демонстрационный экзамен проводится по программам профессионального обучения и дополнительного профессионального образования отдельных категорий граждан в рамках федерального проекта «Содействие занятости» национального проекта «Демография», который прошли 5319 человек (до конца года планируется 52 365 человек).
В 2021 году демонстрационный экзамен планируют сдать 195 813 человек из 2621 образовательной организации по 175 компетенциям. Из них 337 — по программам высшего образования. в демонстрационном экзамене впервые приняли участие 55 человек по 2 компетенциям, обучающиеся в Ереванском филиале ФГБОУ ВО «Российский экономический университет имени Г. В. Плеханова» (Республика Армения).
С 2022 года  демоэкзамен в учреждениях СПО становится обязательным.
С 2023 года, в соответствии с Приказом Министерства просвещения Российской Федерации от 17 апреля 2023 г. № 285 «Об операторе демонстрационного экзамена базового и профильного уровней по образовательным программам среднего профессионального образования», оператором демонстрационного экзамена базового и профильного уровней по образовательным программам среднего профессионального образования определено федеральное государственное бюджетное образовательное учреждение дополнительного профессионального образования «Институт развития профессионального образования».

## Причины применения
Внедрение демонстрационного экзамена в систему среднего профессионального образования и высшего образования РФ связано с социально-экономической модернизацией страны, для которой требуется качественная подготовка профессиональных кадров во всех отраслях промышленности. Эти задачи решаются обновлением методов и технологий обучения и тесным взаимодействием учебного заведения с потенциальными работодателями. Прежние принципы обучения и экзаменации не отвечают главному требованию времени: применению выпускником теоретических знаний на практике.

## Проведение экзамена
В ходе демонстрационного экзамена студент должен выполнить практическое экзаменационное задание, специально разработанное экспертным сообществом Ворлдскиллс по данной компетенции. Задание состоит из нескольких модулей разного уровня сложности, при выполнении которых обучающийся демонстрирует свои умения и навыки сразу по всему спектру компетенции. Результаты экзамена отражаются в скиллс-паспорте (паспорте компетенций) обучающегося в виде набранных баллов по каждому разделу задания, что даёт работодателю представление о профессиональной подготовке специалиста.
По данным на начало 2021 года около 650 российских и зарубежных предприятий признают формат демонстрационного экзамена и учитывают паспорт компетенций (скиллс-паспорт), включённый в общую базу данных молодых профессионалов, при трудоустройстве соискателей.
Демонстрационный экзамен сдают также выпускники образовательных курсов по программам Академии Ворлдскиллс Россия.
Представители предприятий могут присутствовать на государственной аттестации, приглашая на работу успешных выпускников.
Результаты демонстрационного экзамена студента в РФ признаются в Белоруссии, Казахстане, Новой Зеландии.
Экзамены могут проводиться как по базовому (в 2023 году 245 профессий и специализаций) , так и по профильному (в 2023 году 205 компетенций и 751 комплект оценочной документации) ( с учетом требований Ворлдскиллс и стандартов предприятий) уровням .